# Gorge d'Ovčar-Kablar
La gorge d'Ovčar-Kablar (en serbe cyrillique : Овчарско-кабларска клисура ; en serbe latin : Ovčarsko-kablarska klisura) est un canyon situé à l'ouest de la Serbie, dans la vallée composite de la Zapadna Morava. Avec plus de 30 monastères construits dans la gorge depuis le XIVe siècle, dont dix sont aujourd'hui conservés, la gorge est également connue sous le nom de Mont Athos serbe. Le site est inscrit sur la liste des « paysages d'importance exceptionnelle » (identifiant no PIO 11) et est considéré comme une zone importante pour la conservation des oiseaux (ZICO no RS020).

## Localisation et géographie

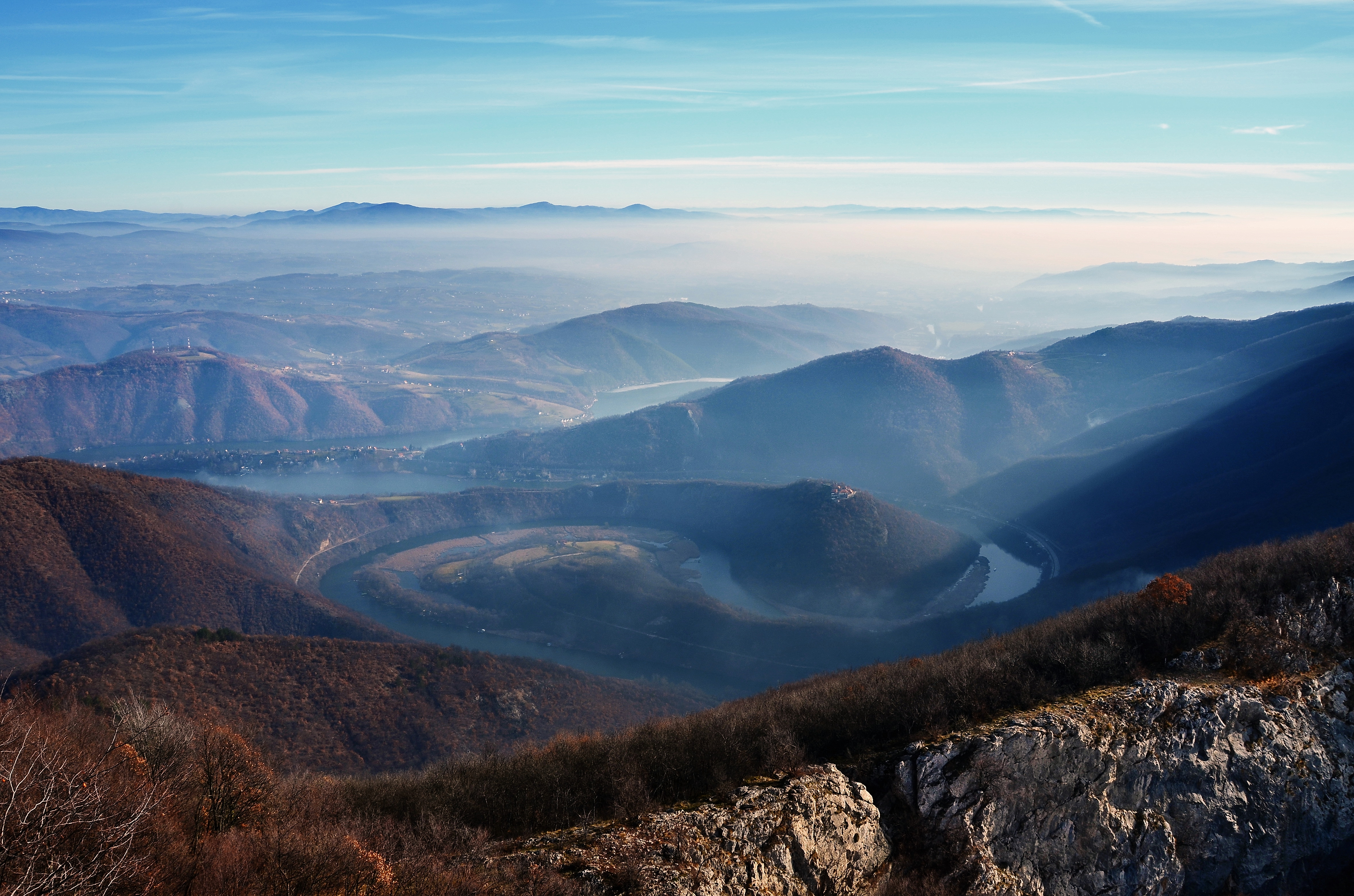
Autre vue de la gorge

La gorge d'Ovčar-Kablar est située à l'ouest de la Serbie, à mi-chemin entre la ville de Čačak, située à 17 km à l'est, et celle de Požega, à l'ouest. Elle se trouve également à environ 155 km au sud-ouest de la capitale Belgrade.
La gorge constitue un rétrécissement de la vallée de la Zapadna Morava, dans le prolongement de la dépression de Požega, avant de se prolonger elle-même dans la dépression de Čačak-Kraljevo à l'est. La gorge est creusée entre le mont Ovčar, qui culmine à 985 m au sud, et le mont Kablar, qui culmine à 885 m au nord ; ces deux montagnes donnent son nom à la gorge. Entre ces deux dépressions, la rivière forme des méandres sur 15 km. Sur le plan géologique, la gorge est un phénomène épigénétique dont l'apparition a été fondamentale pour le genèse de toute la vallée de la Zapadna Morava et pour la région du Pomoravlje occidental. 

## Monastères
Les premières églises ont été construites dans la gorge d'Ovčar-Kablar au début du XIVe siècle, après que les mercenaires de la Compagnie catalane de Roger de Flor eurent attaqué le mont Athos entre 1307 et 1309. Le clergé serbe orthodoxe s'enfuit de la péninsule et commença à construire les premiers monastères de la gorge ; une nouvelle vague de réfugiés vinrent s'y installer après la bataille de la Maritsa, entre les Serbes et les Ottomans, en 1371. Plus de 300 monastères, églises ou lieux de culte furent alors construits dans la gorge, dont il subsiste aujourd'hui dix monastères et une église troglodyte, dont la plupart remontent à la période ottomane et ont été construits entre le XVe siècle et le XVIIIe siècle. Certains de ces monastères sont classés sur la liste des monuments culturels de Serbie.
Les monastères de la gorge sont les suivants :
- Le monastère de la Dormition-de-la-Mère-de-Dieu (en serbe : Manastir Uspenjie) est situé sur les pentes septentrionales du mont Kablar, il est dédié à la Sainte Mère de Dieu ; à l'origine, il abritait une tour avec une cloche qui pouvait être entendue jusqu'à 16 km au-delà de la ville de Čačak[1]. Un nouveau monastère a été construit en 1939 sur les ruines de l'ancien clocher, dont l'église est une copie de l'église de Saint-Constantin-le-Grand et de Sainte-Hélène d'Ohrid. Ce monastère de femmes a été rénové en 2001[6].

- Le monastère de la Présentation-de-la-Mère-de-Dieu-au-Temple (Manastir Vavedenje) est situé sur la rive droite de la rivière, à l'extrémité de la gorge. La tradition en attribue la fondation au župan Stefan Nemanja et à son fils Saint Sava, au XIIe siècle. L'existence du monastère est attestée pour la première fois en 1452 et il a été rénové en 1797. Il conserve des livres anciens, dont un Évangile de 1552[7].

- Le monastère Saint-Jean-Baptiste (Manastir Jovanje) est situé sur une péninsule formée par un méandre de la Zapadna Morava. Il est mentionné pour la première fois en 1536[8]. Il a servi de laure et de centre administratif pour tous les monastères de la gorge[1]. L'ancien monastère a été inondé lors de la construction du barrage de Međuvršje en 1954. Le monastère est connu pour une icône de la Mère de Dieu Brzopomoćnica.

- Le monastère Saint-Nicolas (Manastir Nikolje Kablarsko) est situé  au pied du mont Kablar sur le territoire du village de Rošci et remonte au XVe siècle[9]. Au XIXe siècle, il comptait environ 300 moines. Il servit de cachette au prince Miloš Obrenović lors du Second soulèvement serbe contre les Ottomans en 1815 ; en 1817, le prince s'y fit construire un konak. L'église, l'une des plus anciennes de la région, conserve des fresques du XVIIe siècle, dont un cycle de la Passion du Christ, et le monastère lui-même abrite une collection de manuscrits[10]. L'Évangile de Nilolje y fut notamment écrit ; volé au Musée national de Niš où il était conservé, il fut retrouvé à Dublin où il se trouve encore aujourd'hui[1].

- Le monastère de l'Annonciation (Manastir Blagoveštenje pod Kablarom) est situé sur le mont Kablar à 2 km d'Ovčar Banja et sur la rive gauche de la Zapadna Morava ; il date du XVIe siècle[11],[12]. L'église, restaurée en 1602, a été ornée de fresques entre 1602 et 1632 ; elle abrite une icône du Christ en gloire et une icône représentant Abraham, l'une des plus célèbres de la gorge. Le monastère est également connu pour son école de copistes.

- Le monastère de l'Ascension (Manastir Vaznesenje) est situé sur les pentes méridionales du mont Ovčar. Il a construit sur les ruines d'un monastère plus ancien remontant au XVIe siècle et dont plusieurs motifs ornementaux ont été retrouvés, rosettes de marbres et ornements floraux. Il abrite des Évangiles datant de 1570[13].

- Le monastère de la Transfiguration (Manastir Preobraženje) se trouvait autrefois à 2 km en amont de celui de Saint-Nicolas, sur la rive gauche de la Zapadna Morava. Il se trouve aujourd'hui sur la rive droite de la rivière, en face de son emplacement d'origine. Mentionné pour la première fois en 1528, il a été détruit en 1911 pour permettre la construction de la ligne de chemin de fer[14]. Le nouveau monastère a été construit en 1938 et, dans son rôle strictement missionnaire, il fonctionne selon les règles du mont Athos.

- Le monastère de la Présentation-du-Christ-au-Temple (Manastir Sretenje) est situé au pied du mont Ovčar, près de la source du Koronjski potok. Il date du XVIe siècle, avec d'importantes réfections effectuées en 1818[15] ; son église est la seule à posséder une iconostase et, parmi les trésors du monastère, figurent des fonts baptismaux du XVIIe siècle et une collection de manuscrits[16].

- Le monastère de la Sainte-Trinité (Manastir Sveta Trojica na Ovčaru) est situé au hameau de Dučalovići et a été construit au XVIe siècle[17],[18]. Sur le plan architectural, il est considéré comme l'un des plus beaux de la gorge d'Ovčar-Kablar.

- Le monastère Saint-Élie (Manastir Ilinje) a été construit sur les vestiges d'un ancien monastère en 1938 ; il abrite une collection de manuscrits, ainsi qu'un konak construit par le prince Miloš Obrenović[19].

La gorge d'Ovčar-Kablar abrite aussi deux églises intéressantes. L'église Saint-Sava a été construite en 1938, près d'une source qui constitue une curiosité naturelle : l'eau jaillit en permanence des rochers mais reste dans un bassin sans en déborder, quelle que soit la quantité d'eau déversée ; pour cette raison, la population la considère comme miraculeuse. L'église troglodyte de Kađenica, la « caverne enfumée », doit son surnom à un épisode de la lutte entre les Serbes et des Ottomans ; au moment de la révolte de Hadži Prodan, des rebelles y trouvèrent refuge mais les Turcs trouvèrent leur cachette et, à l'aide de paille et de bois, réussirent à y mettre le feu, étouffant ceux qui se trouvaient à l'intérieur. Ce qui restait des morts fut recueilli en 1940 et placé dans deux sarcophages de pierre.

## Activités humaines
La station thermale d'Ovčar Banja, à 18 km de Čačak, est située dans la gorge. Elle possède des eaux à une température comprise entre 36 et 38 °C, avec un pH de 7 et un taux de minéralisation de 0,66 milligramme par litre. On y soigne les maladies rhumatismales, les rhumatismes dégénératifs, la spondylarthrite ankylosante, l'arthrose, mais aussi les maladies du système nerveux. Ovčar Banja était déjà connue pendant la période turque de l'Histoire de la Serbie ; le village est notamment mentionné par le voyageur ottoman Evliya Çelebi au XVIIe siècle.
En 1954, deux barrages ont été construits sur la Zapadna Morava au niveau de la gorge pour produire de l'hydroélectricité, créant ainsi des lacs artificiels. Le barrage Ovčar Banja a créé le petit lac d'Ovčar, qui, depuis, a été comblé par les limons alluviaux charriés par la rivière. L'autre barrage, celui de Međuvršje, qui produit 7 MW, a créé le lac éponyme de Međuvršje, qui couvre une superficie de 1,5 km2.
La gorge d'Ovčar-Kablar est également empruntée par une ligne de chemin de fer et par une route qui relient l'ouest et le centre de la Serbie.